# Élodie Lecuppre-Desjardin
Élodie Lecuppre-Desjardin est une historienne médiéviste française, spécialiste de l'histoire politique et urbaine des Pays-Bas bourguignons. Depuis 2014, elle est professeur à l'université de Lille.

## Biographie
Née le 31 juillet 1972 à Avesnes-sur-Helpe, Élodie Lecuppre-Desjardin a intégré une classe préparatoire littéraire (hypokhâgne et khâgne) du lycée Faidherbe de Lille. Agrégée d'histoire en 1995, elle soutient une thèse en 2002 sous la direction d'Élisabeth Crouzet-Pavan intitulée La ville des cérémonies. Espace public et communication symbolique dans les anciens Pays-Bas bourguignons.
Se spécialisant dans l'étude des cultures et des idéologies politiques des anciens Pays-Bas bourguignons, elle est maître de conférences de 2004 à 2014, puis professeur des universités depuis 2014 à l'université de Lille. Élue membre senior de l'Institut universitaire de France (2018-2023), elle est également membre du jury de l'agrégation d'histoire entre 2021 et 2024, à l'origine de la question d'histoire médiévale 2022-2023 intitulée « Villes et construction étatique en Europe du Nord-Ouest (XIIIe – XVIe siècles) », avec Olivier Richard.
Depuis 2024, elle co-supervise le projet franco-suisse Sinergia : Capturing the present in Northwestern Europe (1348-1648). A Cultural History of Present Times Before the Age of Presentism.

## Querelle historiographique
Le Royaume inachevé des ducs de Bourgogne, paru en 2016, a proposé un renouvellement de l'histoire politique de la fin du Moyen Âge occidental, en remettant en question le terme d'État qui avait été popularisé en France par le livre de Bertrand Schnerb (1998). Elle privilégie l'emploi du terme, qu'elle juge plus neutre, de « Grande Principauté de Bourgogne » pour qualifier la construction étatique bourguignonne (XIVe – XVe siècles) qui constitue l'objet principal de ses recherches. Elle s'oppose ainsi aux autres appellations jusqu'ici usitées d'« État bourguignon » et d'« États bourguignons ».

## Autres activités

### Centre européen d'études bourguignonnes
Élodie Lecuppre-Desjardin est membre du Centre européen d'études bourguignonnes pour lequel elle a été membre du comité exécutif.

### Expositions
En 2021, elle participe au catalogue de l'exposition Un passé éclatant au musée du Hof van Busleyden de Malines qui retrace l'histoire des ducs de Bourgogne Valois et Habsbourg par des artistes romantiques du XIXe siècle. L'exposition a été remontée au monastère de Brou à Bourg-en-Bresse.

### Télévision et radio
En 2020, elle participe à l'émission Secrets d'Histoire tournée à l'Hospice Comtesse de Lille et consacrée à Marie de Bourgogne, aux côtés de Bertrand Schnerb, Jonathan Dumont, Amable Sablon du Corail, Lydwine Scordia et Estelle Doudet.
En 2016, elle participe à l'émission La Marche de l'Histoire sur France Inter au sujet de la parution du Royaume inachevé.

## Engagement pour l'enseignement de l'histoire
Elle publie avec Renaud le Goix en mars 2021 une tribune intitulée « L’école de la République se meurt. Lettre ouverte aux élus de notre pays » et relayée par l'Association des professeurs d'histoire et de géographie dans sa revue Historiens & Géographes.

## Publications

### Ouvrages
- La ville des cérémonies. Essai sur la communication politique dans les villes des anciens Pays-Bas bourguignons, Turnhout, Brepols, 2004, 407 p.  (ISBN 978-2-503-52256-2)
- Le royaume inachevé des ducs de Bourgogne, Paris, 2016, 431p. (réed. 2017).  (EAN 9782701196664)
- The illusion of the Burgundian State, Manchester, Manchester University Press, 2022, 352 p.  (ISBN 9781526144331)

### Ouvrages dirigés
- Le verbe, l’image et les représentations de société urbaine au Moyen Âge, Anvers/Apeldoorn, 2002, 295 p. (avec M. Boone et J.-P. Sosson).
- Emotions in the Heart of City (14th-16th century), Turnhout, Brepols, 2005, 298 p. (avec A.-L. Van Bruaene).
- Villes de Flandre et d’Italie (XIIIe – XVIe siècles). Les enseignements d’une comparaison, Turnhout, 2008, 330 p. (avec É. Crouzet-Pavan).
- De Bono Communi. The Discourse and Practice of the Common Good in the European City (13th-16th c.), Turnhout, 2010, 290 p. (avec A.-L. Van Bruaene).
- Les mots de l’identité urbaine à la fin du Moyen Âge. Numéro thématique de la Revue Histoire Urbaine n°35, décembre 2012 (en collaboration avec É. Crouzet-Pavan).
- Jean Molinet et son temps, Burgundica 22, Turnhout, 2013, 293 p. (avec J. Devaux et É. Doudet).
- L’odeur du sang et des roses. Relire l’Automne du Moyen Âge de Johan Huizinga aujourd’hui, Presses du Septentrion, Villeneuve d’Ascq, 220 p., 2019.
- Prendre les armes, prier le Ciel et tenir la plume à la fin du Moyen Âge. Mélanges en l'honneur du professeur Bertrand Schnerb. Revue du Nord, t. 105, n°446, janv.-juin 2023 (en collaboration avec Valérie Toureille)[6].